# Shinpei Gotō
Shinpei Gotō (jap. 後藤 新平 Gotō Shinpei; ur. 4 czerwca 1857 we wsi Shiogama, w ówczesnej prowincji Mutsu, obecnie dzielnica miasta Ōshū, w prefekturze Iwate, zm. 13 kwietnia 1929) – japoński lekarz, polityk i urzędnik państwowy.

## Życiorys
Odebrał wykształcenie lekarskie. W 1881 roku został dyrektorem szpitala prefekturalnego w Aichi i jednocześnie tamtejszej szkoły medycznej. Po studiach w Niemczech, został w 1892 roku dyrektorem Departamentu Higieny w Ministerstwie Spraw Wewnętrznych. W 1898 roku generał Gentarō Kodama, japoński gubernator generalny Tajwanu, powołał go na stanowisko dyrektora administracji cywilnej japońskiej kolonii na Tajwanie. Gotō wprowadził tam wiele reform poprawiających zarządzanie i warunki sanitarne.
W 1903 roku został powołany do Kizoku-in (Izby Parów – wyższej izby ówczesnego parlamentu japońskiego, utworzonej na podstawie konstytucji przyjętej w 1889 roku, na wzór brytyjskiej Izby Lordów).
W latach 1908–1911 Gotō pełnił jednocześnie funkcję ministra komunikacji i szefa instytutu kolejnictwa, następnie został ministrem spraw zagranicznych. W 1920 wziął odpowiedzialność za aferę korupcyjną i zrezygnował ze stanowiska. Wkrótce został jednak merem (burmistrzem) Tokio.

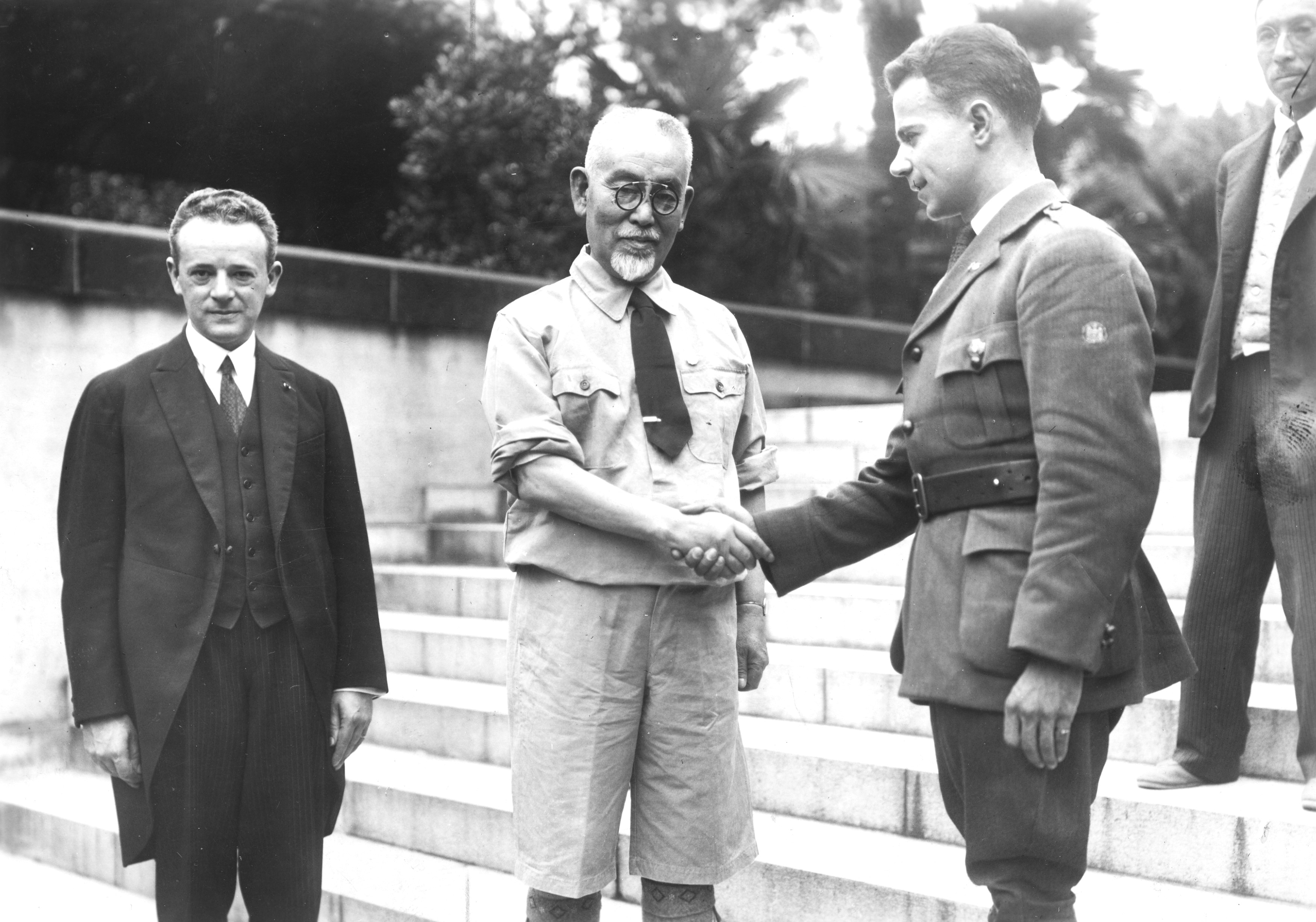
Ekspedycja Jerzego Jelińskiego dookoła świata - pobyt w Tokio w 1928 r. Jeliński wita się z prezydentem skautów japońskich baronem Shimpei Gotō.

W dzień po wielkim trzęsieniu ziemi w Kantō w 1923 roku został utworzony nowy rząd, w którym Gotō został ministrem spraw wewnętrznych, odpowiedzialnym za odbudowę zrujnowanego (także przez pożary i tsunami) miasta. Zginęło ponad 140 tys. ludzi. Jego plan przywrócenia stolicy kraju do życia do dziś jest wysoko oceniany.